# 联合镇 (尤溪县)
联合镇，原联合乡，是中华人民共和国福建省三明市尤溪县下辖的一个乡镇级行政单位。2017年12月撤乡设镇。

## 行政区划
联合镇下辖以下地区：
丹溪社区、联东村、联合村、联南村、联西村、东边村、连云村、云山村、下云村、岭头村、吉木村、惠州村和湖洋村。